# 弹珠传说
《弹珠传说》是中国大陆拍摄的一部动画片，由重庆视美动画艺术有限责任公司和广州天贝玩具公司制作
，该作主要讲述的是会玩弹珠游戏欧阳小枫与同伴一起保护世界的故事。

## 剧情
欧阳小枫为了让自己的弹珠游戏技艺更高于是决定拜师，并在其中结识了很多的朋友，然后他们一起通过自己的努力去保护世界。

## 電視原聲
| 曲序 | 曲目                       |        | 作曲 | 演唱 |
| ---- | -------------------------- | ------ | ---- | ---- |
| 1.   | 飞翔吧！神圣战机（主题曲） | 文笃智 | 马卓 | 马卓 |

| 曲序 | 曲目         |        | 作曲 | 演唱 |
| ---- | ------------ | ------ | ---- | ---- |
| 2.   | 筑梦（插曲） | 文笃智 | 马卓 | 刘贞 |

| 曲序 | 曲目         |
| ---- | ------------ |
| 2.   | 心（片尾曲） |

## 外部連結
- 豆瓣电影上《弹珠传说》的資料 （简体中文）